# フレンチカンカン

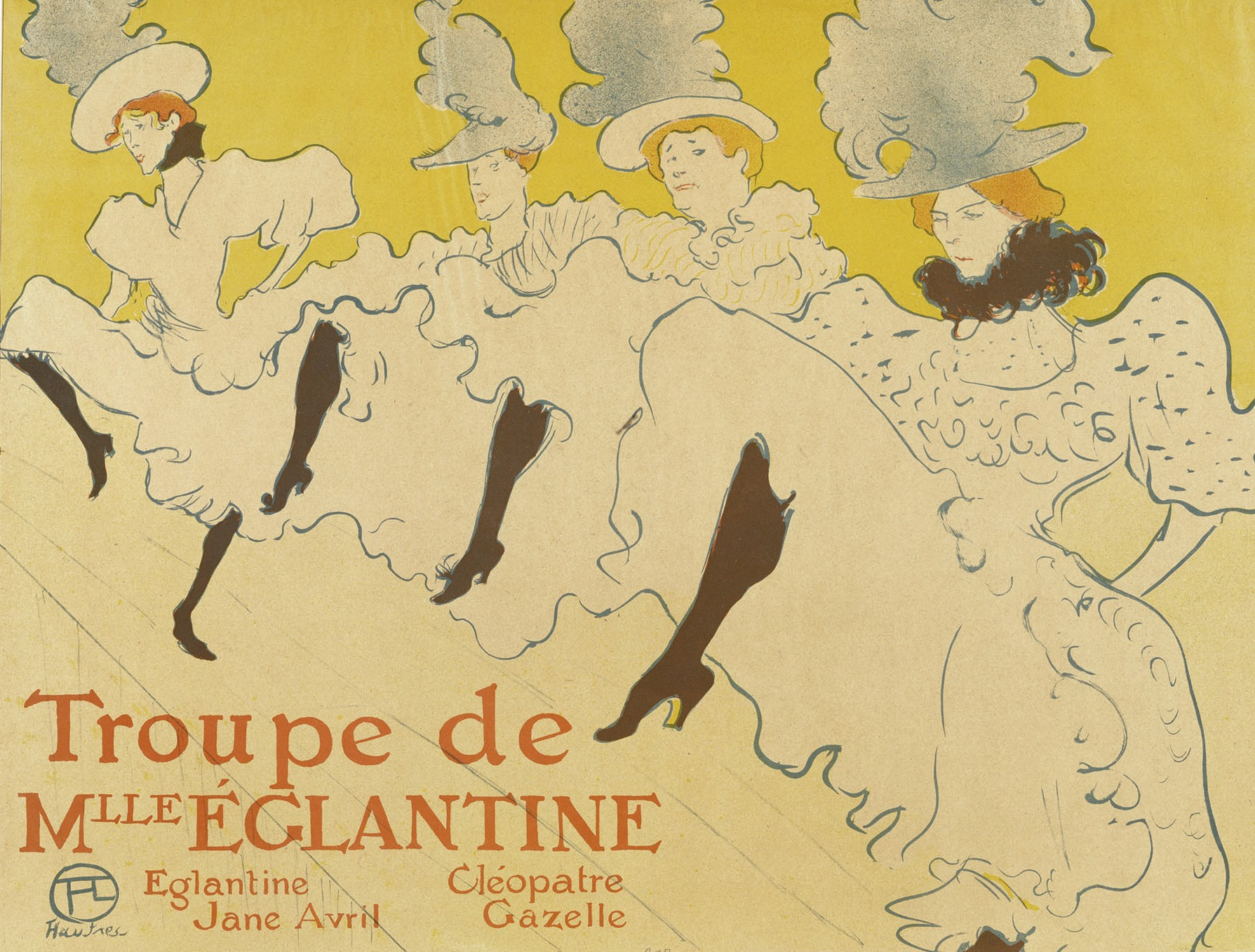
ロートレックの作品、1895年

フレンチカンカン（英: French cancan）は、ダンスの一つ。フランス本国では単にカンカン（cancan）と呼ぶのが正当である。
1890年代に立ち返ったようなロングスカート、ペチコート、黒ストッキング等の衣装を着用した、女性ダンサーのコーラスラインが上演するショーダンス。このダンスの主な呼び物は、ハイキックでスカートを捲り上げて巧みに操る、その挑発的且つ刺激的な体の動きである。またジャック・オッフェンバック作の有名なオペレッタ作品、地獄のオルフェで流れる「地獄のギャロップ」は「天国と地獄」の曲名でも知られ、その旋律は最もカンカンを思い起こさせるものの一つである。

## 起源

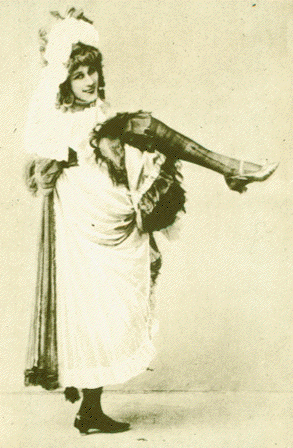
ロートレックのモデル、ジャンヌ・アヴリルの写真。1893年。

カンカンが史上最初に登場したのは1830年頃のパリ・モンパルナスにあった、労働者階級の舞踏場だった。当時それはカドリーユの最終形態にもよく見られたような、4分の2拍子の速いダンスであるギャロップよりも更に快活なものだった。故にカンカンは、元々ハイキックや腕または脚を使って他の身振りにふける、二人組み向けのダンスであった。これは後にカンカンの特徴にもなる大股開きなどの曲芸的なパフォーマンスで人気を博した、1820年代の著名な芸人シャルル・マズリエールのこっけいな動作に影響を受けたものと考えられている。この時代、そして19世紀フランスのほぼ全期にかけて、ダンスは「シャユ（Chahut）」という名でも知られていた。これは、カンカンもシャユも共にフランス語の単語であるが、カンカンが「うわさ話」や「スキャンダル」の意味があり、ダンスが恥ずべきスキャンダルに満ちたものと解釈されてしまう恐れがあるのに対して、シャユが「騒々しさ」や「大騒ぎ」を意味するためだった。
カンカンのダンサー達が徐々に熟練し大胆になっていくにつれ、段々とダンスはその参加系態と平行して余興としても同時進行で発展した存在となっていった。1840年代から1860年代にかけては数人の男性の花形ダンサーはいたものの、女性のダンサーの方がより広く知られていた。当時のダンサー達は中流階級の高級売春婦やセミプロの役者のみであり、ムーラン・ルージュ劇場などに高額のギャラで登場したラ・グーリュやジェーン・アヴリルといった1890年代の有名なダンサーとは違った。こうしたダンサー一人一人はその後、振付師ピエール・サンドリーニが1920年代にムーラン・ルージュで考案し、1928年に自身が所有するバル・タバリン劇場で披露した壮大なフレンチカンカンに取り入れられたような、様々なカンカンの動きを発達させていったのである。
カンカンの踊り子達は元来、恵まれない人々への援助を請け負ったドイツの裕福な女性のグループから始まったものであった。彼女らは地元の近隣住民に貧しい人々を養う食物の寄付を募り始めたが、結果的に募集するのをやめて村の広場で様々なダンスを演ずるようになった。この際入場料の代わりに、聴衆は食物のみを寄与することが求められた。こうしたダンスの興行で、カンカンは発案されたと人々に信じられている。

## 演技
カンカンは4分の2拍子の速いテンポで行われ、現在は通例ステージ上にてコーラスライン形式で演じられる。19世紀のフランスにおいて、カンカンはダンス・フロア上で踊る個別の踊り子向けのダンスのままであった。またイギリス、アメリカや他の国々において、カンカンは所定の振り付けやステップで女性のグループが踊る、ミュージック・ホールで流行の頂点に達した。このスタイルは観光客から利益を得るため1920年代にフランスへ持ち込まれ、このようにしてハイレベルの振り付けが10分からそれ以上続き、ダンサーの女性器や乳房を見せびらかすフレンチカンカンが誕生した。主な動きはハイキックまたはバットマン、ロン・ドゥ・ジャン（スカートを捲り上げて脚の膝より下方を素早く回転させる動き）、ポール・ダルム（片側の足首を掴んでほぼ垂直に上げ、もう片方の脚で回る動き）、側転や大股開き（跳躍または空中開脚）などがある。加えて、カンカンの上演中に飛び交うダンサーの叫びやエール、ネコの鳴き声や震え声などは、ほぼ毎回行われるのが慣例である。

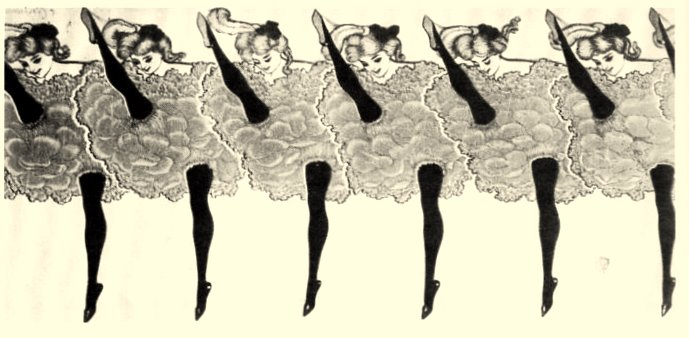
19世紀後半のポスター

## アートにおけるカンカン

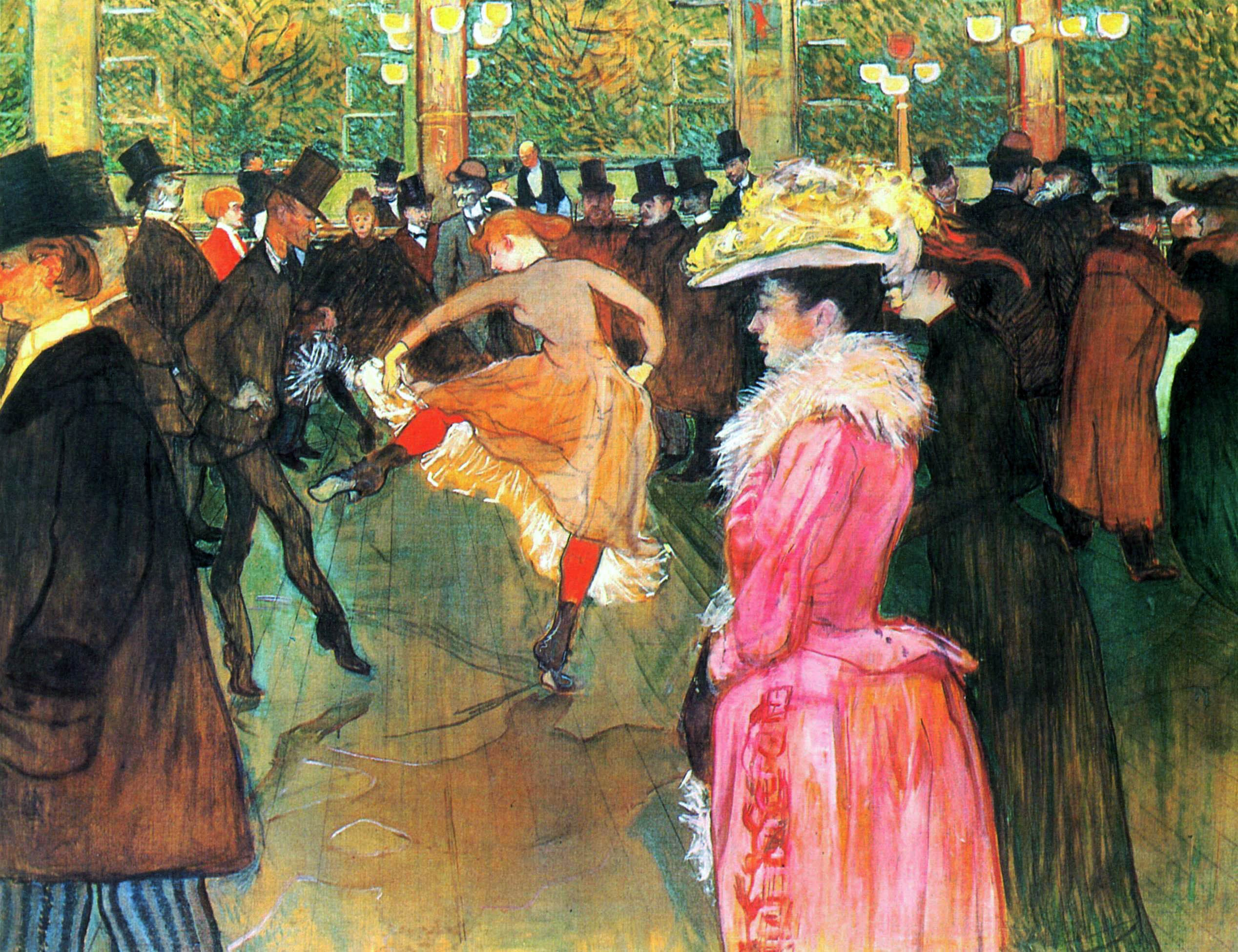
ムーラン・ルージュ劇場を題材とした絵画。ロートレック作。

これまで多くの作曲家がカンカンの曲を作曲してきている。もっとも有名なのはフランスの作曲家であるジャック・オッフェンバックが作曲し、「地獄のオルフェ」（1858年）で演奏される「地獄のギャロップ」である。他の例としては、フランツ・レハールのオペレッタ「メリー・ウィドウ」（1905年）や、フランク・シナトラとシャーリー・マクレーンが主演するミュージカル映画、「カンカン」（1960年）の基礎を築いたコール・ポーターによる同名のミュージカル「カンカン」（1954年）にも登場する。
またカンカンはバレエにも度々登場し、もっとも著名なものにレオニード・マシーンの「風変わりな店」（1919年）や「パリの喜び」、同じくバレエ「メリー・ウィドウ」が挙げられる。また、ジャン・ルノワールによる1954年作の映画「フレンチカンカン」のクライマックスシーンで見られるカンカンは、特段に素晴らしい例である。
絵画ではアンリ・ド・トゥールーズ＝ロートレックが、カンカンのダンサーをテーマにした数々の絵画や多数のポスターを描いた。他に主題としてカンカンを扱った画家には、ジョルジュ・スーラ、ジョルジュ・ルオー、そしてパブロ・ピカソがいる。